# Synagris calida
Synagris calida är en stekelart som först beskrevs av Carl von Linné 1758.  Synagris calida ingår i släktet Synagris och familjen Eumenidae. Inga underarter finns listade i Catalogue of Life.